# Voigtländer Brillant

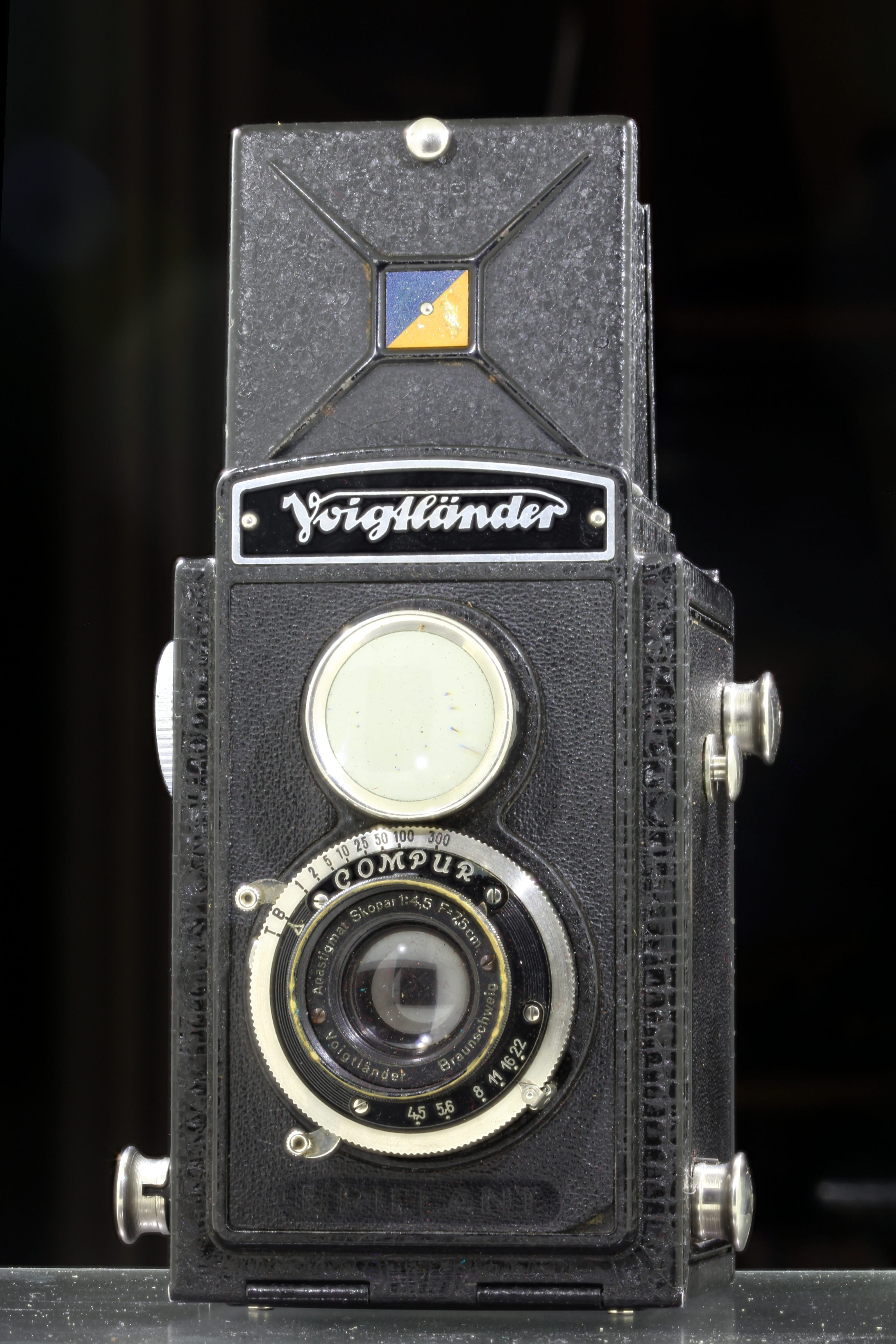
Voigtländer Brillant de 1938

La Voigtländer Brillant es una gama de cámaras pseudo-TRL, y que más tarde serían verdaderas cámaras TLR , tomando exposiciones de formato medio de 6 × 6 cm  con película de 120, hecha por Voigtländer en 1932.

## Introducción
La primera Voigtländer Brillant se lanzó en 1932. El modelo más antiguo se asemeja a un TLR pero funcionalmente es más cercana a una cámara de caja.
La versión 1932  tiene un cuerpo de metal, De 1937 en adelante, La Brillant se hizo de baquelita, un polímero, e introdujo un compartimento de accesorio para un fotómetro o filtros. la versión de 1937  se conoce como la Brillant V6.

## Enfoque y controles
En los modelos anteriores a 1938 en la zona que enfoca, tiene tres marcas Retrato, Grupo y Paisaje, cada una suponiendo una distancia estándar o profundidad-de-campo. Una tabla pequeña con las distancias correctas se proporciona en el manual . Estas cámaras se hicieron para varios mercados con diferentes lenguas como  alemán, inglés , español, francés, italiano, polaco y checoeslovaco. 

## Variaciones
- Los modelos más antiguos tienen un cuerpo de metal, los modelos más nuevos están hechos de baquelita.
- La fábrica de cámara soviética GOMZ/LOMO hizo Komsomolets y Lubitel cámaras que era claramente basado en la Voigtländer Brillant.